# Craig Weatherhill
Craig Weatherhill (Penzance, 1951 – 19 luglio 2020) è stato uno storico e scrittore britannico.

## Biografia
È stato membro del "Cussel an Tavas Kernuak/Cornish Language Council" (Consiglio della lingua cornica) fondato da Richard Gendall. 
La sua opera comprende libri sull'archeologia, la toponomastica, i miti e le leggende della Cornovaglia; ed alcuni romanzi, in genere basati su antiche leggende.

## Opere scelte

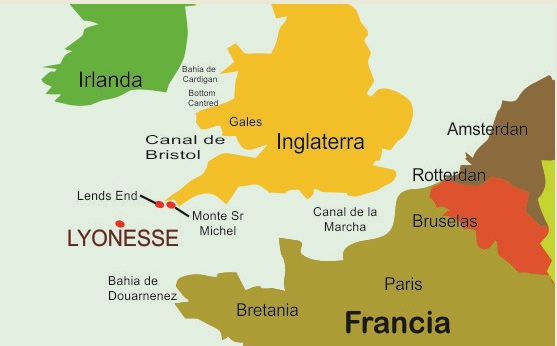
Ubicazione della leggendaria isola perduta di Lyonesse

- The Principal Antiquities of the Land's End District (con Charles Thomas e P.A.S. Pool), Cornwall Archaeological Unit, 1980
- Belerion: Ancient Sites of Land's End, 1981
- Cornovia: Ancient Sites of Cornwall and Scilly, 1985
- Myths and Legends of Cornwall (con Paul Devereux), Wilmslow, Sigma Press[2], 1994
- Cornish Place Names & Language, Wilmslow, Sigma Press, 2007 [1995], ISBN 1-85058-462-1
- A Concise Dictionary of Cornish Place-Names (con Michael Everson), Westport, Evertype[3], 2009
- La trilogia The Lyonesse Stone (La pietra di Lyonesse):

1. The Lyonesse Stone, 1991
2. Seat of Storms, 1997
3. The Tinners' Way, 2011

- Nautilus. A sequel to Jules Verne's Twenty Thousand Leagues Under the Seas and The Mysterious Island, Westport, Evertype, 2009
- The Place-names of the Land's End Peninsula, Hayle, Penwith Press[4], 2017, ISBN 978-1-9997775-0-0
- The Promontory People. An Early History of the Cornish, London, Francis Boutle Publishers[5], 2018, ISBN 978-1-9164906-1-1

### Opere tradotte
- (KW)  Jowal Lethesow: Whethel a'n West a Gernow (La pietra di Lyonesse), traduzione in lingua cornica di N.J.A. Williams, Westport, Evertype, 2009